# Råneå distrikt
Råneå distrikt är ett distrikt i Luleå kommun och Norrbottens län. Distriktet ligger omkring Råneå i södra Norrbotten.

## Tidigare administrativ tillhörighet
Distriktet inrättades 2016 och utgörs av en del av socknen Råneå i Luleå kommun.
Området motsvarar den omfattning Råneå församling hade 1999/2000 och fick 1962 när Gunnarsbyns församling bröts ut.

## Tätorter och småorter
I Råneå distrikt finns två tätorter och fem småorter.

### Tätorter
- Jämtön
- Råneå

### Småorter
- Bröms
- Böle
- Niemisel
- Södra Prästholm
- Vitå